# Leah Pipes
Leah Marie Pipes est une actrice américaine née le 12 août 1988 à Los Angeles. 
Après de nombreuses apparitions à la télévision, elle se fait connaître du grand public par la série télévisée dramatique Life Is Wild (2007-2008). Dans le même temps, elle est l'un des premiers rôles du film d'horreur Sorority Row (2009) et joue pour le cinéma indépendant.
Par la suite, elle joue des premiers rôles dans des téléfilms et elle fait un retour télévisuel remarqué en décrochant le rôle régulier de Camille O'Connell dans le spin-off de Vampire Diaries qui s'intitule The Originals (2013-2018).
En 2019, elle joue un rôle récurrent dans la série fantastique Charmed.

## Biographie

### Enfance et formation
Leah Pipes naît et grandit à Los Angeles, en Californie. 

### Carrière

#### Débuts et rôles réguliers
Elle commence sa carrière d'actrice en 2001 avec une apparition dans la série télévisée Angel. 
Entre 2003 et 2005, elle est un personnage régulier de la série télévisée Lost at Home et apparaît dans le téléfilm Star idéale avec Raviv Ullman. Elle joue dans un épisode de série télévisée comme Drake et Josh, Malcolm, puis, elle est un rôle récurrent dans la série dramatique et familiale Clubhouse avec Jeremy Sumpter, Dean Cain et Christopher Lloyd.  
En 2005, elle est l'antagoniste principale du téléfilm En détresse qui met en vedette Alexa Vega et Lisa Vidal.  
En 2006, elle joue dans son premier long métrage, pour le film d'horreur indépendant Fingerprints dont elle est l'héroïne. Elle continue d'apparaître dans des séries télévisées telles que Preuve à l'appui (Crossing Jordan) et Shark.
En 2007, elle est le premier rôle de la comédie familiale Her Best Move avec Daryl Sabara et Scott Patterson. Pour la saison de télévision 2007-2008, Leah Pipes joue dans la série d'aventure Life Is Wild. Elle joue aussi dans deux épisodes de la série d'action Terminator : Les Chroniques de Sarah Connor et elle intervient dans un épisode de Ghost Whisperer avec Jennifer Love Hewitt.

#### Télévision et cinéma indépendant

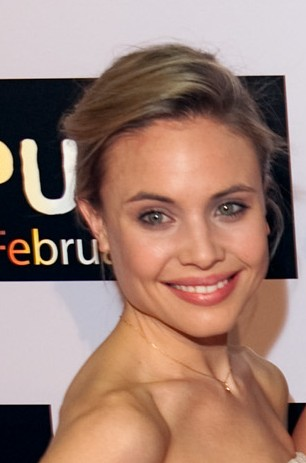
En 2009, lors de l'avant-première du film Sœurs de sang.

En 2009, elle est l'un des rôles principaux du film d'horreur exposé Sorority Row. Elle partage la vedette avec des actrices comme Jamie Chung, Rumer Glenn Willis et Briana Evigan. Le film rembourse tièdement son budget mais est très mal accueilli par la critique. 
En 2010, elle joue dans l'éphémère série dramatique The Deep End, aux côtés de Matt Long, Tina Majorino et Clancy Brown, puis, elle joue dans un épisode des séries judiciaires Los Angeles, police judiciaire et The Defenders. 
En 2011, elle est aux côtés d'E. J. Bonilla dans le film romantique indépendant Musical Chairs, sur un couple qui participe à la danse de salon en fauteuil roulant.
En 2012, elle seconde Mischa Barton et Ryan Eggold dans le thriller romancier surnaturel de Mark Edwin Robinson, Into the Dark. Mais cette production est un échec critique cinglant.
Finalement, elle trouve son regain en décrochant le rôle de Camille O'Connell dans la série fantastique à succès The Originals, diffusée sur le réseau The CW Television Network. Son personnage est introduit dans un épisode de la série mère, Vampire Diaries, en 2013. Elle est membre de la distribution principale durant les trois premières saisons, puis, invitée spéciale pour les deux dernières. La série s'arrête finalement en 2018, après cinq saisons. 
L'année suivante, elle poursuit sa collaboration avec le réseau CW en rejoignant la série fantastique Charmed dans un rôle récurrent. 

### Vie privée
En 2011, Leah Pipes devient la compagne de l'acteur et musicien, "AJ" Andrew James Trauth. Après s'être fiancés en décembre 2013, ils se sont mariés le 6 décembre 2014 à Santa Barbara. Au printemps 2019, Leah Pipes demande le divorce.

## Filmographie

### Cinéma

#### Courts métrages
- 2012 : Literally, Right Before Aaron de Ryan Eggold : Leah
- 2019 : Heatstroke de Edgar Morais : Claire

#### Longs métrages
- 2006 : Fingerprints de Harry Basil : Melanie
- 2007 : Her Best Move de Norm Hunter : Sarah Davis
- 2009 : Sœurs de sang de Stewart Hendler : Jessica Pierson
- 2011 : Conception de Josh Stolberg : Carla
- 2011 : Musical Chairs de Susan Seidelman : Mia
- 2012 : I Will Follow You Into the Dark de Mark Edwin Robinson : Astrid Daniels
- 2014 : The Devil's Hand de Christian E. Christiansen : Sarah Maker
- 2019 : The Perfect One de Nick Everhart : Natalie

### Télévision

#### Séries télévisées
- 2001 : Angel : Démon femelle[7] (2 épisodes)
- 2003 : Lost at Home : Sarah Davis (6 épisodes)
- 2004 : Drake et Josh : Mandi, la pom-pom girl (1 épisode)
- 2004 - 2005 : Clubhouse : Jessie (5 épisodes)
- 2005 : Malcolm : Stéphanie Wright (1 épisode)
- 2006 : Bones : Kelly Morris (1 épisode)
- 2006 : Shark : Jordan Metcalfe (1 épisode)
- 2007 : Preuve à l'appui : Melissa Ripton (1 épisode)
- 2007 - 2008 : La Famille Safari (Life Is Wild) : Katie Clarke (12 épisodes)
- 2008 : Ghost Whisperer : Kylie Sloan (saison 3, épisode 15)
- 2008 : Terminator : Les Chroniques de Sarah Connor : Jody (2 épisodes)
- 2010 : The Deep End : Beth (6 épisodes)
- 2010 : Los Angeles, police judiciaire (Law & Order: Los Angeles) : Miranda Clark (1 épisode)
- 2010 : The Defenders : Alexis (1 épisode)
- 2013 : Glee : Electra (1 épisode)
- 2013 : The Vampire Diaries : Camille O'Connell (saison 4, épisode 20)
- 2013 - 2018 : The Originals : Camille O'Connell (rôle principal saisons 1 à 3, invitée saisons 4 et 5 - 65 épisodes)
- 2019 : Charmed : Fiona Callahan (saison 1)

#### Téléfilms
- 2004 : Star idéale de Mark A.Z. Dippé : Samantha
- 2005 : En détresse (Odd Girl Out) de Tom McLoughlin : Stacy Larson
- 2005 : Fertile Ground de Patrick R. Norris : Tess
- 2013 : Jalousie maladive (Jodi Arias: Dirty Little Secret) de Jace Alexander : Katie
- 2016 : Romance à l'hôtel de Stephen Bridgewater : Diane
- 2018 : Baby-blues mortel (The Perfect One) de Nick Everhart : Natalie

## Distinctions
Sauf indication contraire ou complémentaire, les informations mentionnées dans cette section proviennent de la base de données IMDb.

### Récompenses
- National Association of Theatre Owners 2009 : Star féminine de demain[9]

### Nominations
- 18e cérémonie des Teen Choice Awards 2016 : meilleur baiser dans une série télévisée pour The Originals, nomination partagée avec Joseph Morgan